# Pühret
Pühret osztrák község Felső-Ausztria Vöcklabrucki járásában. 2018 januárjában 613 lakosa volt.

## Elhelyezkedése

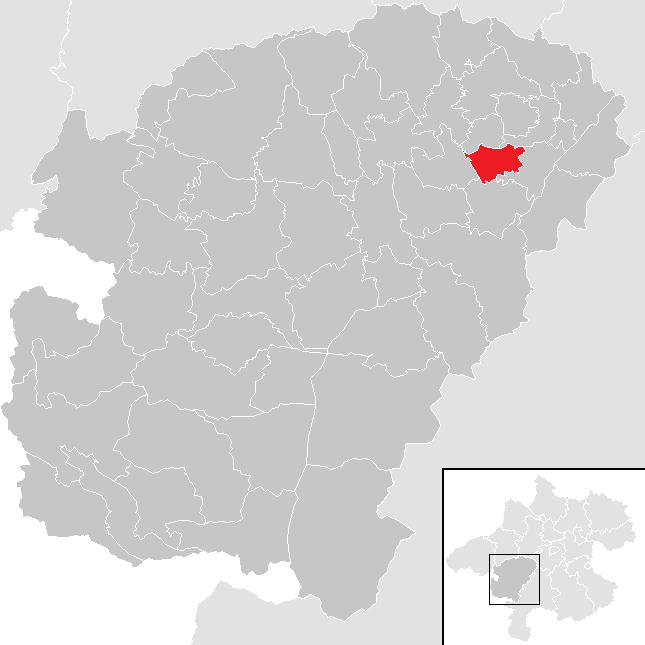
Pühret a Vöcklabrucki járásban

Pühret Felső-Ausztria Hausruckviertel régiójában fekszik. Nyugati határát a Redlbach folyó alkotja. Területének 14,4%-a erdő, 75,4% áll mezőgazdasági művelés alatt. Az önkormányzat 6 falut és településrészt egyesít: Altensam (168 lakos 2018-ban), Ennsberg (116), Lehen (138), Moosham (130), Pühret (49) és Schlierberg (12). 
A környező önkormányzatok: északra Rutzenham, északkeletre Oberndorf bei Schwanenstadt, keletre Redlham, délre Attnang-Puchheim, nyugatra Pilsbach.

## Története
Pühret területe eredetileg a Bajor Hercegség keleti határvidékén feküdt, a 12. században került át Ausztriához. Az Osztrák Hercegség 1490-es felosztásakor az Enns fölötti Ausztria része lett. 
A napóleoni háborúk során a falut több alkalommal megszállták.   
A köztársaság 1918-as megalakulásakor Pühretet Felső-Ausztria tartományhoz sorolták. Miután Ausztria 1938-ban csatlakozott a Német Birodalomhoz, az Oberdonaui gau része lett; a második világháború után visszakerült Felső-Ausztriához.

## Lakosság
A pühreti önkormányzat területén 2018 januárjában 613 fő élt. A lakosságszám 1971 óta gyarapodó tendenciát mutat. 2016-ban a helybeliek 98,1%-a volt osztrák állampolgár; a külföldiek közül 0,5% a régi (2004 előtti), 1,1% az új EU-tagállamokból érkezett. 2001-ben a lakosok 89,7%-a római katolikusnak, 5,9% evangélikusnak, 2,8% pedig felekezeten kívülinek vallotta magát. 

## Fordítás
- Ez a szócikk részben vagy egészben  a   Pühret című német Wikipédia-szócikk ezen változatának fordításán alapul.  Az eredeti cikk szerkesztőit annak laptörténete sorolja fel. Ez a jelzés csupán a megfogalmazás eredetét és a szerzői jogokat jelzi, nem szolgál a cikkben szereplő információk forrásmegjelöléseként.